# Підмаренник північний
{{#ifeq:0|0|{{#if:|{{#if:Galiumboreale|[[]}}|}}}}
Підмаренник північний (Galium boreale) — вид трав'янистих рослин родини тирличеві (Gentianaceae), поширений ув Євразії й Північній Америці. Етимологія: лат. boreale — «північний».

## Опис
Багаторічні трав'янисті рослини з повзучими кореневищами, 20–65 см заввишки. Стебла прямостійні, 4-куті, голі, базальні частини червонуваті. Листки розміщені по чотири, з яких одна протилежна пара коротша за іншу, безчерешкові. Пластини  лінійно-ланцетні або від ланцетних до яйцевидих, (10)15–40(80) × (1)3–15 мм, з тупим кінцем, досить товсті, очевидно 3-жильні, з цілими краями, краї злегка донизу. Суцвіття — досить рясно-квіті й досить вузькі парасольки. Квітконіжки 0.5–2 мм подовжуючи в плодах до 3.5 мм. Квіти: віночки в формі колеса, білі або блідо-жовтого кольору, 3–4 мм в діаметрі, 4-лопатеві; чашечки відсутні; тичинок 4. Плоди: 2-дольні, коричневі, 2–3 мм шириною.

## Поширення
Північна Америка (Канада, США); Азія (Вірменія, Азербайджан, Грузія, Японія, Корея, Казахстан, Росія, Афганістан, Іран, Туреччина, Індія, Пакистан); Європа (Білорусь, Естонія, Латвія, Литва, Молдова, Україна, Австрія, Бельгія, Чехія, Німеччина, Угорщина, Нідерланди, Польща, Словаччина, Швейцарія, Данія, Фінляндія, Ісландія, Ірландія, Норвегія, Швеція, Велика Британія, Албанія, Болгарія, Хорватія, Італія, Румунія, Сербія, Словенія, Франція, Португалія, Іспанія). Населяє відкриті ліси й чагарники, гірські схили, луки, відкриті поля, канави, річкові долини й пляжі, болота, краї полів, пустирі.
В Україні зростає на лісових луках і узліссях — у Карпатах, Розточчі-Опіллі, Поліссі й лісостепу.

## Галерея

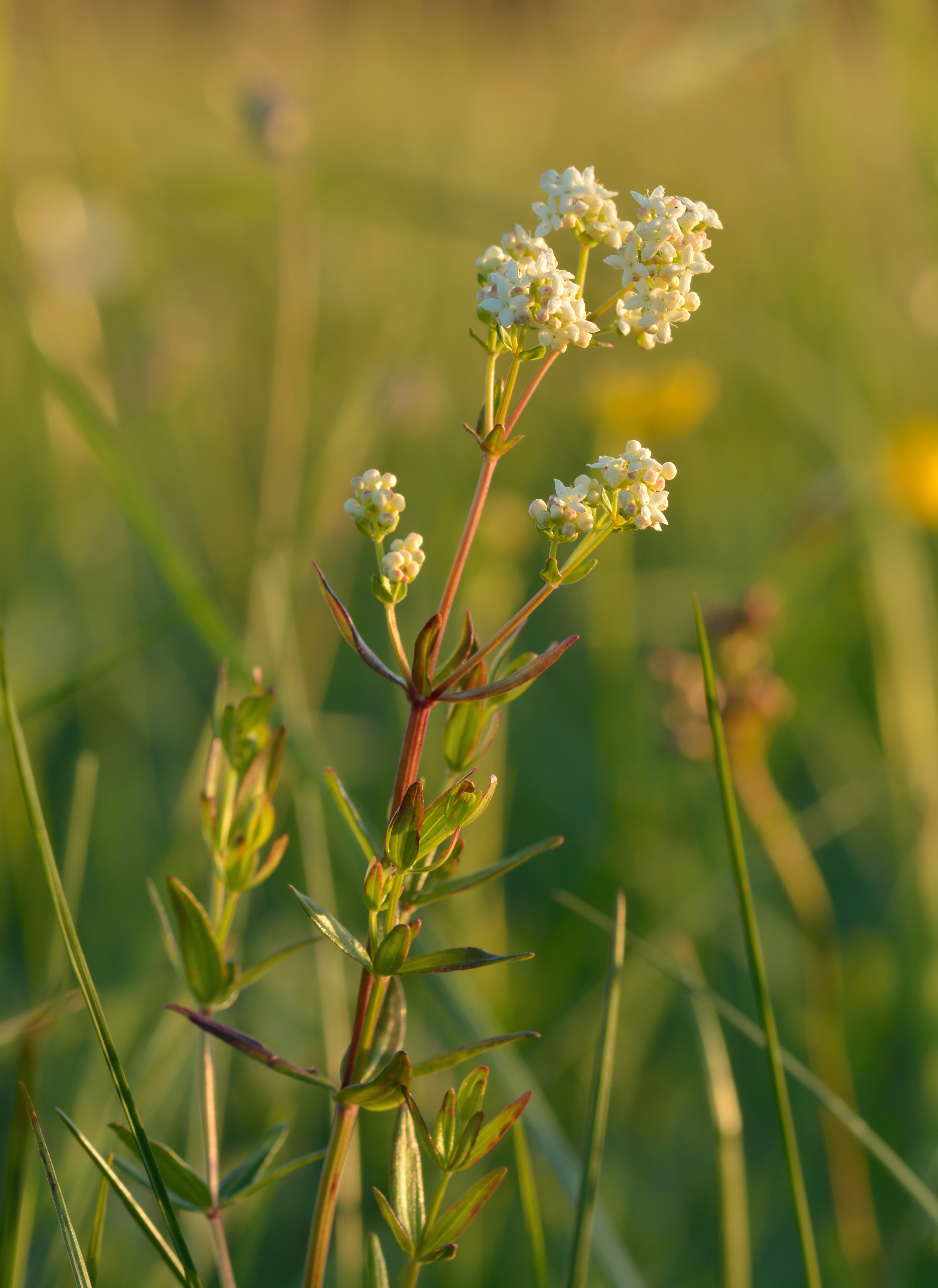
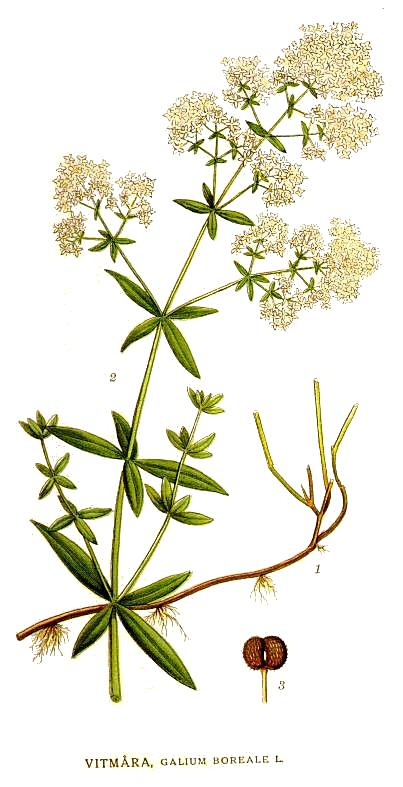